# Sicyodes demissa
Sicyodes demissa là một loài bướm đêm trong họ Geometridae.